# اریک کوبیلر
اریک کوبیلر (انگلیسی: Éric Cubilier؛ زادهٔ ۹ مهٔ ۱۹۷۹) بازیکن فوتبال اهل فرانسه است.
از باشگاه‌هایی که در آن بازی کرده‌است می‌توان به باشگاه فوتبال لانس، باشگاه فوتبال نانت، باشگاه فوتبال باستیا، باشگاه فوتبال پاری سن ژرمن، باشگاه فوتبال متس، باشگاه فوتبال موناکو، و باشگاه فوتبال نیس اشاره کرد.
وی همچنین در تیم ملی فوتبال County of Nice بازی کرده‌است.